# 永野&くるまのひっかかりニーチェ
『永野&くるまのひっかかりニーチェ』（ながのアンドくるまのひっかかりニーチェ）は、2024年10月3日（2日深夜）よりテレビ朝日で、毎週水曜深夜に放送されているバラエティ番組。
放送時間は、2025年3月27日（26日深夜）放送分までは木曜（水曜深夜）1:56 - 2:15、2025年4月3日（2日深夜）放送分より同1:58 - 2:17（いずれもJST）。

## 概要
視聴者から寄せられた、生活する中で生まれたなんかモヤッとしてたり、ずっと違和感を覚えているような『妙にひっかかること』について、三谷紬（テレビ朝日アナウンサー）進行のもと、永野と髙比良くるま（令和ロマン）が論じて、最終的にドイツの哲学者、フリードリヒ・ニーチェのようにそれっぽい結論を出すトークバラエティー。
2023年よりテレビ朝日で不定期に放送されている『令和ロマンの娯楽がたり』の中で繰り広げられた、永野とくるまのやり取りがSNSなどで話題となったのを受け、翌2024年7月に同局の平日深夜帯に設けられている『バラバラマンスリー』にて、本番組の前身となる『永野&くるま クレバーなクレーマー』をまず放送。出演者はこの『クレバーなクレーマー』と同じである一方、業界関係者からのクレームや企業に実際に届いたクレームをテーマに討論するという当初のコンセプトが、『バラバラ大作戦』でのレギュラー化に伴って「クレーム」というテーマが局判断でNGとなったため、タイトルとコンセプトを変更したという経緯がある。
変更後の番組名のうち、「ひっかかり」については「芸能界で1番、引っかかることが多い2人」という意味が含まれており、また「ニーチェ」についてはスタッフが『永野さんとくるまさんを哲学者に例えるなら』とChatGPTに質問して出てきた、前出のフリードリヒ・ニーチェに由来している。
2025年2月17日、MCの1人であるくるまが、自身の事情により出演を見合わせる旨をテレビ朝日が発表。これを受けて本番組でも、同月27日（26日深夜）放送分から5月22日（21日深夜）放送分までの間、番組タイトルを『ひっかかりニーチェ』へと変更し、くるまが不在となったこの期間中は代打ゲストを迎えて届けられた。くるまの復帰に際し、永野はYouTubeの番組公式チャンネルにて配信された動画の中で、「ひろしとピョン吉みたいな感じだったのよ」「俺はくるまのもの」などとコメントし、くるま愛を溢れさせて復帰を歓迎した。

## 出演者
- 永野
- 髙比良くるま（令和ロマン）
  - 前述の通り、2025年2月27日（26日深夜）放送分から5月22日（21日深夜）放送分の間は出演見合わせ[7][8]。
- 三谷紬（テレビ朝日アナウンサー）
- 松井ケムリ（令和ロマン）
  - 本編後に差し込まれるVTR「本編とバランスを取る時間」のみ出演。

ナレーション
- 岩井ジョニ男

## 放送リスト
| 2024年 | 2024年                | 2024年                                                         | 2024年                                                        | 2024年 |
| 回数   | 放送日                | 放送内容                                                       | 備考                                                          |        |
| ------ | --------------------- | -------------------------------------------------------------- | ------------------------------------------------------------- | ------ |
| #1     | 10月3日 （2日深夜）   | 最近の芸能界は「陰キャ」が もてはやされすぎてひっかかる        |                                                               |        |
| #1.5   | 10月5日               | まつりあげられる最近の永野にひっかかる                         | テレビ朝日公式YouTube『動画、はじめてみました』内のみでの配信 |        |
| #2     | 10月10日 （9日深夜）  | 芸人がよく言う「大人に怒られて」にひっかかる                   |                                                               |        |
| #3     | 10月17日 （16日深夜） | 「ひらめき系クイズ」にひっかかる                               |                                                               |        |
| #4     | 10月24日 （23日深夜） | 「ワーキャーファン」を良くないものとする 芸人にひっかかる      |                                                               |        |
| #5     | 10月31日 （30日深夜） | おじさんになると友達ができないことにひっかかる                 |                                                               |        |
| #6     | 11月7日 （6日深夜）   | 男子校・女子校の存在にひっかかる                               |                                                               |        |
| #7     | 11月14日 （13日深夜） | 若い世代と行くカラオケ 歌える曲がないことにひっかかる          |                                                               |        |
| #8     | 11月21日 （20日深夜） | 「友達の友達」を告知なしで呼ぶことに引っかかる                 |                                                               |        |
| #9     | 11月27日 （26日深夜） | くるまがウエストランド井口にひっかかること                     | ゲスト：井口浩之（ウエストランド）                            |        |
| #10    | 12月5日 （4日深夜）   | 井口がよく言う 「新世代芸人、結局YouTubeやってる」にひっかかる | ゲスト：井口浩之（ウエストランド）                            |        |
| #11    | 12月12日 （11日深夜） | 1曲も知らないのに 昔のバンドTシャツ着てる若者にひっかかる      |                                                               |        |
| #12    | 12月19日 （18日深夜） | 簡単に「老害」って言葉を使う 最近の若者にひっかかる            |                                                               |        |

| 2025年                                                     | 2025年                              | 2025年                                                                      | 2025年                                                                   | 2025年 |
| 回数                                                       | 放送日                              | 放送内容                                                                    | 備考                                                                     |        |
| ---------------------------------------------------------- | ----------------------------------- | --------------------------------------------------------------------------- | ------------------------------------------------------------------------ | ------ |
| SP01                                                       | 1月1日(水) （31日深夜） 3:10 - 3:40 | 「2025年にはもうひっかかりたくないこと」                                    | 30分拡大SP。                                                             |        |
| #13                                                        | 1月9日 （8日深夜）                  | 「にわか」を大切にしない界隈にひっかかる                                    |                                                                          |        |
| #14                                                        | 1月16日 （15日深夜）                | 『永野vsくるま』 生まれ変わったら芸人やる？ 賞レースの審査員やりたい？      |                                                                          |        |
| #15                                                        | 1月23日 （22日深夜）                | ランジャタイ国崎にひっかかること                                            | ゲスト：国崎和也（ランジャタイ）                                         |        |
| #16                                                        | 1月30日 （29日深夜）                | ベテラン芸人ばかりの M-1審査員にひっかかる                                  | ゲスト：国崎和也（ランジャタイ）                                         |        |
| #17                                                        | 2月6日 （5日深夜）                  | 令和ロマンのM-1連覇を全力で褒めよう！                                       |                                                                          |        |
| #18                                                        | 2月13日 （12日深夜）                | 飲み会を盛り上げようと 悪ぶってしまう自分にひっかかる                       |                                                                          |        |
| 『ひっかかりニーチェ』（髙比良くるまの活動休止に伴い改題） |                                     |                                                                             |                                                                          |        |
| #19                                                        | 2月27日 （26日深夜）                | お休みすることになったアイツにひっかかる                                    |                                                                          |        |
| #20                                                        | 3月6日 （5日深夜）                  | ちょっと失礼な後輩の方が 好きな先輩にひっかかる                             | 助っ人：蓮見翔（ダウ90000）                                              |        |
| SP02                                                       | 3月9日(日) 22:15 - 23:09            | お笑いブームの功罪 その奥の奥の奥までひっかかる                             | 助っ人：蓮見翔（ダウ90000） ゲスト：佐久間宣行 初の全国ネット・1時間SP。 |        |
| #21                                                        | 3月13日 (12日深夜)                  | ネタバレを聞いてから エンタメを見る若者にひっかかる                         | 助っ人：松井ケムリ（令和ロマン）                                         |        |
| #22                                                        | 3月20日 (19日深夜)                  | 親と恋愛の話ができない自分にひっかかる                                      | 助っ人：松井ケムリ（令和ロマン）                                         |        |
| #23                                                        | 3月27日 (26日深夜)                  | 本編とバランスを取る時間SP                                                  | 『本編とバランスを取る時間』の未放送部分を放送。                         |        |
| #24                                                        | 4月3日 (2日深夜)                    | 男性がやたらチャーハン好きすぎることにひっかかる                            | 助っ人：橋本直（銀シャリ）                                               |        |
| #25                                                        | 4月10日 (9日深夜)                   | ひっかかる日常のアレコレ                                                    | 助っ人：橋本直（銀シャリ）                                               |        |
| #26                                                        | 4月17日 (16日深夜)                  | エレベーターで開ボタン押してるのに 会釈しないで出て行くヤツにひっかかる     | 助っ人：屋敷裕政（ニューヨーク）                                         |        |
| #27                                                        | 4月24日 (23日深夜)                  | コミュ力ある人が言う「人見知り」にひっかかる                                | 助っ人：屋敷裕政（ニューヨーク）                                         |        |
| #28                                                        | 5月1日 (4月30日深夜)                | 絶対に心を開かない男・永野 vs 絶対に友達になりたい最強陽キャ・槙野          | 助っ人：槙野智章                                                         |        |
| #29                                                        | 5月8日 (7日深夜)                    | そのコンテンツを勧めてきた人に言われる 「ありがとうございます」にひっかかる | 助っ人：槙野智章                                                         |        |
| #30                                                        | 5月15日 (14日深夜)                  | 何でもかんでも「可愛い」って言う人にひっかかる                              | 助っ人：松井ケムリ（令和ロマン）                                         |        |
| #31                                                        | 5月22日 (21日深夜)                  | 誕生日プレゼントを指定してくる人にひっかかる                                | 助っ人：松井ケムリ（令和ロマン）                                         |        |
| 『永野&くるまのひっかかりニーチェ』                        |                                     |                                                                             |                                                                          |        |
| #32                                                        | 5月29日 (28日深夜)                  | 帰ってきたくるまにひっかかる                                                |                                                                          |        |

## ネット局と放送時間
| 放送対象地域 | 放送局                 | 系列           | 放送日時                                                    | ネット状況 | 備考   |
| ------------ | ---------------------- | -------------- | ----------------------------------------------------------- | ---------- | ------ |
| 関東広域圏   | テレビ朝日（EX）       | テレビ朝日系列 | 木曜 1:56 - 2:15（水曜深夜） ↓ 木曜 1:58 - 2:17（水曜深夜） | 制作局     |        |
| 宮城県       | 東日本放送（khb）      | テレビ朝日系列 | 日曜 0:35 - 1:00（土曜深夜）                                | 遅れネット | [ 11 ] |
| 新潟県       | 新潟テレビ21（UX）     | テレビ朝日系列 | 月曜 0:40 - 1:00（日曜深夜）                                | 遅れネット | [ 12 ] |
| 静岡県       | 静岡朝日テレビ（SATV） | テレビ朝日系列 | 土曜 1:30 - 1:55（金曜深夜）                                | 遅れネット | [ 13 ] |

過去のネット局
- 青森県・青森朝日放送（ABA、テレビ朝日系列）[14]

## スタッフ
- 構成：飯塚大悟、竹村武司
- CAM：山崎善映
- AUD：桑原伸行
- 美術：山本和記
- 美術進行：池田彩乃
- ヘアメイク：川口カツラ店
- ロゴ・デザイン：大橋裕之
- CG：ODDJOB
- 音効：加藤つよし
- 編集：桐生亮磨、齋藤康彰
- MA：ウォッシャム賢人
- 編成：高橋佑輔・馬渕真太郎（共にテレビ朝日）
- 宣伝：津久井美樹（テレビ朝日）
- デスク：小林裕美子（テレビ朝日）
- 協力：TSP、ヌーベルアージュ、東京オフラインセンター
- 制作協力：D.Walker
- AD：近藤葉月、由利晃伸
- AP：大橋ルミ、岩崎ちひろ
- ディレクター：渡辺直哉、田中大和
- 演出・プロデューサー：秋山直（テレビ朝日）
- プロデューサー：植岡耕一（テレビ朝日）、山北剛士（D.Walker）
- ゼネラルプロデューサー：小田隆一郎（テレビ朝日）
- 制作：テレビ朝日ビジネスソリューション本部 コンテンツ編成局第1制作部
- 制作著作：テレビ朝日

### 過去のスタッフ
- 編成：清水正太郎・辻慈生（共にテレビ朝日）
- ゼネラルプロデューサー：髙橋正輝（テレビ朝日）

## エンディングテーマ
2024年
- 10月度 - SODA KIT「イデア」[15]
- 11月度 - ORCALAND「SPARK」[16]
- 12月度 - 健やかなる子ら「僕らは花瓶のようなもので」[17]

2025年
- 1月度 - MISS MERCY「AISHITE」[18]
- 2月度 - SAKANAMON「voices」[19]
- 3月度 - Melty BeaR「Diary」[20]
- 4月度 - Offshore「ストレリチア」[21]
- 5月度 - 詩趣ミンゴス「何度目かの君へ」[22]
- 6月度 - 長瀬有花「ワンダフル・VHS」[23]